# 南平野公園
南平野公園（みなみひらのこうえん）は、埼玉県さいたま市岩槻区南平野二丁目に所在する、さいたま市が設置、管理・運営する公園である。

## 概要
南平野土地区画整理事業により、調整池機能をもつよう整備された多目的公園である。園内には柳などが植樹されており、調整池を含め周回できる桜並木の園路が設けられている。公園の面積は調整池を含め約2.5 haとなっている。

## 南平野調整池

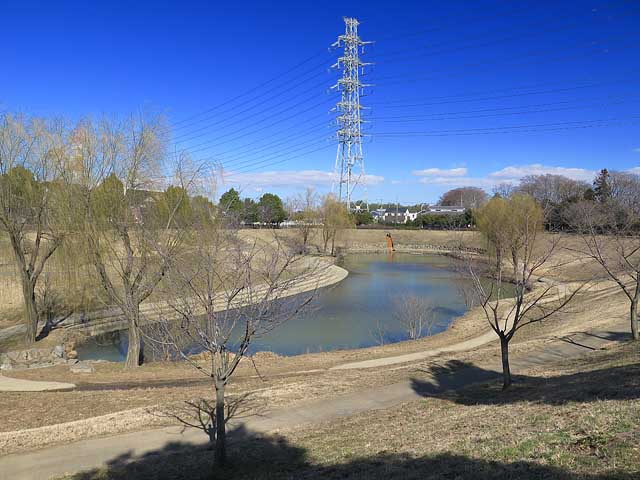
南平野調整池

周辺地域において行われた南平野土地区画整理事業により計画され、かつて水田などの農地であった土地を掘り下げ整備された調整池であり、調整池の容量は約7万 tとなっている。調整池は通常時においては公園として利用することができ、平時においても常時水面を有し、親水性を持たせている。また、平時においては水面に近づくことも可能である。

## 施設
- 広場
- 遊具
  - 滑り台（小山）
  - ブランコ
  - スプリング遊具
  - 砂場
- トイレ
- あずまや
- ベンチ
- 遊歩道（園路）
- 水道
- 駐車場
- 自動販売機（飲料）
- 南平野調整池
- 南平野排水機場
- 送電線鉄塔
- 植栽
  - 欅（槻の木）
  - 桜
  - 紫陽花
  - 柳
  - ラベンダー

## 所在地
- 埼玉県さいたま市岩槻区南平野二丁目26番地

## 交通
- 東武野田線（東武アーバンパークライン）「東岩槻駅」北口よりさいたま市岩槻区コミュニティバスの「東岩槻駅北口」バス停より「府内一丁目行き」に乗車、「南平野公園」にて下車（乗車約6分）、バス停より東方へ徒歩すぐ。
- 東武野田線（東武アーバンパークライン）「東岩槻駅」より南東方向へ徒歩にて約15分。約1 km。

## 周辺・関連項目
- 埼玉県道2号さいたま春日部線
- 国道16号岩槻春日部バイパス
- 南平野通り線
- 上野長宮線
- 増野川
- 大堀池
- 元荒川
- 岩槻城址公園
- 南平野第二公園
- 南平野ボランティア会